# José Antonio Souto
José Antonio Souto Paz (Pontevedra, 9 de octubre de 1938-Madrid, 8 de septiembre de 2017) fue un jurista, catedrático universitario y político español, primer alcalde de Santiago de Compostela tras la recuperación de las libertades.

## Biografía
Licenciado en Derecho por la Universidad de Santiago de Compostela, completó su formación en la sede universitaria romana de la Universidad Pontificia de Santo Tomás de Aquino, en la Universidad de Navarra y en la Universidad Complutense de Madrid. Se doctoró en las Universidades de santo Tomás de Aquino (Roma) y de Navarra (Pamplona). Comenzó dando clases de Derecho en la sede de la Universidad Nacional de Educación a Distancia (UNED) en Galicia, para después dirigir el centro regional durante dos años. Tras ser profesor de la Universidad de Navarra, fue catedrático en la UNED durante diez años, y después ganó por oposición la cátedra de Derecho canónico en la Universidad de Santiago de Compostela en 1972, donde fijó su residencia y trabajó hasta 1982. llegando a ser el decano. En 1993, al no ser elegido en las elecciones de ese año, regresó a la cátedra universitaria, en la Universidad Complutense de Madrid, donde permaneció hasta su jubilación. En esos últimos años de docencia ofreció una visión novedosa del Derecho Eclesiástico del Estado centrada en los derechos fundamentales y en las libertades públicas, sin olvidar el Derecho matrimonial y la relación entre Derecho y ética. También trabajó para la oficina del Defensor del Pueblo.
En el ámbito político, fue miembro de la Unión de Centro Democrático (UCD), proveniente de las filas democristianas durante la Transición. Con esta formación concurrió a las elecciones municipales de 1979, primeras tras la restauración de las libertades, siendo elegido alcalde de Santiago de Compostela, donde sustituyó al último alcalde de la época franquista, el también jurista vinculado a Alianza Popular, Antonio Castro. En 1981, dos años antes de expirar su mandato como alcalde, dimitió por desavenencias con su propio partido a nivel nacional, cuando el gobierno presidido por Leopoldo Calvo Sotelo negó a Santiago la creación de un Real Patronato a través del cual y con participación de distintas administraciones, se pudieran financiar las inversiones precisas para adecuar los servicios públicos y prestaciones de la ciudad. Desaparecida la UCD después de las elecciones de 1982, José Antonio Souto se integró en el Centro Democrático y Social (CDS) liderado por el expresidente del gobierno, Adolfo Suárez. Con esta formación fue elegido diputado al Congreso en 1989 por la circunscripción de Pontevedra. 
En septiembre de 2013, el Ayuntamiento de Santiago de Compostela le tributó un homenaje poniendo su nombre a una de las calles de la capital gallega.
Estaba casado y tenía siete hijos.

## Obras académicas
Además de artículos en revistas especializadas y participaciones en obras colectivas, es autor de las siguientes obras académicas:
- José Antonio Souto Paz; María del Carmen Martínez (2000).  Congregación de las Hermanas Hospitalarias del Sagrado Corazón de Jesús, ed. Los derechos de los enfermos. Madrid. ISBN 84-607-0191-3.
- José Antonio Souto Paz (2000). Derecho matrimonial. Marcial Pons. ISBN 84-7248-753-9.
- — (1999). Comunidad política y libertad de creencias: introducción a las libertades públicas en el derecho comparado. Marcial Pons. ISBN 84-7248-702-4.
- — (1992). Derecho eclesiástico del Estado: el derecho de la libertad de ideas y creencias. Marcial Pons. ISBN 84-7248-142-5.
- — (1986). Derecho canónico. Universidad Nacional de Educación a Distancia (UNED). ISBN 84-362-2109-5.